# Usmate Velate
Usmate Velate (lombardul: Ösmaa Velaa) település Olaszországban, Lombardia régióban, Monza e Brianza megyében. Lakosainak száma 10 547 fő (2023. január 1.). Usmate Velate Arcore, Camparada, Casatenovo, Lomagna, Vimercate és Carnate községekkel határos.

## Népesség
A település lakossága az elmúlt években az alábbi módon változott:
| Lakosok száma | 10 194 | 10 211 | 10 293 | 10 547 |
|               | 2013   | 2017   | 2018   | 2023   |